# Časový multiplex
Časové dělení, časový multiplex nebo multiplex s časovým dělením (TDM z anglického time division multiplex) je princip přenosu více signálů jedním společným přenosovým médiem, při kterém jsou jednotlivé signály odděleny tím, že je každý z nich vysílán pouze v krátkých, pevně definovaných časových intervalech nazývaných časové sloty (timeslot – TS). Laicky řečeno „každý chvilku tahá pilku“.
Prakticky ve všech případech se používá rámcové struktury, kde jsou časové sloty seskupeny do větší pravidelně se opakující struktury nazývané rámec (frame).

## Vlastnosti časového multiplexu

Multiplex s časovým dělením (TDM)

Pokud budeme mít čtyři signály A,B,C a D, bude vysílání pomocí časového multiplexu vypadat následovně: ABCDABCDABCDABCD… a tak stále dokola.
Hlavní problém spočívá v tom, jak rozlišit, kde timeslot pro konkrétní signál začíná a kde končí. Nejčastějším řešením je přidání speciálního timeslotu s přesně definovaným obsahem na začátek rámce, který označuje „toto je začátek rámce“. Protože jsou všechny timesloty stejně dlouhé (časově), stačí na straně přijímače najít tento startovní bod a potom odpočítat potřebnou dobu do začátku hledaného TS.
Ve výše uvedeném případě by se tedy vysílal rámec vypadající takto: SABCDSABCDSABCDSABCD…kde S označuje „startovní“ timeslot, častěji označovaný spíše jako synchronizační timeslot, synchroskupina rámce nebo také rámcová synchronizace.
Jak je vidět, tento přístup nám pomůže s problémem určení konkrétní časové polohy, ale přináší objem dat navíc, která nelze využít pro přenášené signály. Klesá tím tedy efektivita přenosu. V našem případě jsme pro přenos našich čtyř signálů mohli použít jen 80% přenášené kapacity, jednu pětinu zabrala synchroskupina.
Další snížení efektivity přichází v situaci, kdy se v daném timeslotu nepřenáší žádná data. Typickým příkladem je přenos telefonního hovoru. Užitečná data se v timeslotu přenáší pouze ve chvíli, kdy je hovor spojený a účastníci spolu mluví. Pokud si například jeden z nich odejde pro tužku a papír, aby si poznamenal zjištěnou informaci, nebudou se v timeslotu přenášet žádná data a tato volná přenosová kapacita by se mohla využít pro jiné účely.
Pro lepší představu opět náš příklad, timesloty A,B a D budou obsazené hovorem, ale účastníci hovoru přenášeném v timeslotu C budou mlčet. Vysílaný rámec tedy bude SAB_DSAB_DSAB_DSAB_D… kde S je opět rámcová synchroskupina a _ označuje timeslot kde se v tuto chvíli nic nepřenáší. Efektivita přenosu tedy znovu klesá, v tomto konkrétním případě na 60%, protože potřebná data přenáší už jen tři z pěti timeslotů.
Hlavní výhoda používání časového multiplexu je garantovaná přenosová kapacita pro každý z přenášených signálů, čehož se velmi často využívá pro telefonii a multimediální relace.
Principu časového multiplexu TDM využívá např. Optická Transportní Hierarchie (OTH), Plesiochronní Digitální Hierarchie (PDH), Synchronní Digitální Hierarchie (SDH/SONET) a ISDN přípojky.

## Využití TDM pro telefonii
TDM je základní metodou přenosu signálů klasické digitální telefonie. Hlasový signál se pomocí modulace typu PCM digitalizuje a několik hovorových kanálů spolu s pomocnými a řídícími kanály se skládá do časového multiplexu TDM. Tak vznikne např. ISDN BRI (2 hovory + 1 úzký signalizační kanál) nebo ISDN PRI (celkem 32 kanálů, z toho 30 hovorových, jeden signalizační a jeden synchronizační timeslot). Časový multiplex je využíván také uvnitř digitálních ústředen, kde s ním pracuje spojovací pole.
Novější princip telefonie využívá princip VoIP, tj. přenos hlasu datovými pakety přes síť, která není spojově orientována. Neexistuje zde vyhrazený kanál pro hlasovou komunikaci a sdílení sítě různými datovými toky se neřídí zásadami synchronního časového multiplexu. V tom je VoIP zásadně odlišné od TDM.